# Sangaree
Sangaree – jednostka osadnicza w Stanach Zjednoczonych, w stanie Karolina Południowa, w hrabstwie Berkeley.